# Santo Antônio do Paraíso
Santo Antônio do Paraíso is een gemeente in de Braziliaanse deelstaat Paraná. De gemeente telt 2.315 inwoners (schatting 2009).

## Aangrenzende gemeenten
De gemeente grenst aan Congonhinhas, Nova Fátima, Nova Santa Bárbara, Santa Cecília do Pavão, São Jerônimo da Serra en São Sebastião da Amoreira.